# Tetraponera andrei
Tetraponera andrei é uma espécie de formiga do gênero Tetraponera, pertencente à subfamília Pseudomyrmecinae.